# Libitina (Mythologie)
Libitina war in der römischen Mythologie die Göttin des Todes, der Leichen und der Bestattungen. Ihr Name war auch ein Synonym für den Tod [siehe Horaz Oden 3.30].

## Geschichte
Ihr Name gleicht unserer Vorstellung vom Tod und sie wurde im Altertum verehrt und in vielen Gedichten besungen. Die heutige Erinnerung an sie entstammt hauptsächlich römischen Versen, in denen diese Göttin als die personifizierte Herrscherin über den Tod dargestellt wird. Sie wird als Figur mit schwarzem Umhang und dunklen Flügeln beschrieben, die wie ein riesiger Raubvogel über ihrem Opfer schwebt, bis seine Zeit gekommen ist, und dann zustößt. In einigen Überlieferungen wird sie auch mit Venus oder Persephone gleichgesetzt. Von Servius Tullius, dem sechsten römischen König, wird behauptet, dass er der Erste war, der Tempel für sie errichten ließ, in denen die Totengräber und alle für Beerdigungen notwendigen Utensilien untergebracht waren. Gewöhnlich enthielten diese Tempel auch die Sterberegister. Außerdem wird angenommen, dass das Kolosseum ein Tor besaß, das Libitina geweiht und für all die gefallenen Gladiatoren bestimmt war, die im Kolosseum kämpften.
Als eine Gottheit des Todes wurde Libitina meistens zu Beerdigungen angerufen und es war Tradition, bei Sterbefällen eine Münze in ihren Tempel zu bringen. Die Totengräber waren auch als libitinarii bekannt.
Ihr Gesicht wurde selten porträtiert und ihr wurden kaum Opfergaben dargebracht, so wie es bei Orcus, ihrem männlichen Äquivalent, der Fall war. In der heutigen Zeit ist ihr Name fast in Vergessenheit geraten, da sie kaum Erwähnung findet, wenn von den Göttern und Göttinnen der Antike gesprochen wird.